# София Гайд
„София Гайд“ (www.sofia-guide.com) е информационен туристически портал за София.
Създаден е със съдействието на Столична община и ОП „Туристическо обслужване“. Порталът започва работа на 10 май 2012 г., като само за първия месец са добавени над 200 туристически атракции и обекти на територията на София. В бизнес каталога на сайта вече има над 300 български и чуждестранни марки и фирми, които предлагат различни услуги за туристите, както и за чужденците, които пребивават постоянно на територията на София.
В портала посетителите намират информация за хотели, хостели, ресторанти, нощни клубове и барове, транспорт, авиокомпании, рент-а-кар, автобуси, бизнес центрове, агенции за имоти, счетоводители, адвокати, ПР агенции, спа центрове, фитнес клубове, болници, лаборатории и аптеки и т.н.
Потребителите на София Гайд получават съвети, публикувани в различни статии и ревюта, за престоя си не само в София, но и в България.
Сайтът разполага с две награди: 3-то място на конкурса за най-добър български сайт за 2012 г. и специалната награда на най-голямото изложение за туризъм в България „Ваканция и СПА Експо“. Наградата е за „Професионална туристическа медия“ в категория „Онлайн туризъм“.
Сайтът е част от групата гайдове за различни български градове на фирма България Гайдс ООД.